# Auloserpusia malasmanota
Auloserpusia malasmanota är en insektsart som beskrevs av Nicholas David Jago 1964. Auloserpusia malasmanota ingår i släktet Auloserpusia och familjen gräshoppor. Inga underarter finns listade i Catalogue of Life.